# Liste der Bodendenkmäler in Asbach-Bäumenheim
Auf dieser Seite sind die Bodendenkmäler in der schwäbischen Gemeinde Asbach-Bäumenheim zusammengestellt. Diese Tabelle ist eine Teilliste der Liste der Bodendenkmäler in Bayern. Grundlage ist die Bayerische Denkmalliste, die auf Basis des Bayerischen Denkmalschutzgesetzes vom 1. Oktober 1973 erstmals erstellt wurde und seither durch das Bayerische Landesamt für Denkmalpflege geführt wird. Die folgenden Angaben ersetzen nicht die rechtsverbindliche Auskunft der Denkmalschutzbehörde.

## Bodendenkmäler der Gemeinde Asbach-Bäumenheim

### Bodendenkmäler im Ortsteil Asbach-Bäumenheim
| Lage                         | Objekt | Akten-Nr.     | Bild |
| ---------------------------- | --- | ------------- | ---- |
| Asbach-Bäumenheim (Standort) | Siedlung vor- und frühgeschichtlicher Zeitstellung. | D-7-7230-0220 |      |
| Asbach-Bäumenheim (Standort) | Siedlung vor- und frühgeschichtlicher Zeitstellung. | D-7-7330-0132 |      |
| Asbach-Bäumenheim (Standort) | Grabhügel vorgeschichtlicher Zeitstellung. | D-7-7330-0134 |      |
| Asbach-Bäumenheim (Standort) | Straße der römischen Kaiserzeit. | D-7-7330-0140 |      |
| Asbach-Bäumenheim (Standort) | Grabhügel vorgeschichtlicher Zeitstellung. | D-7-7330-0142 |      |
| Asbach-Bäumenheim (Standort) | Körpergräber des frühen Mittelalters. | D-7-7330-0144 |      |
| Asbach-Bäumenheim (Standort) | Siedlung vor- und frühgeschichtlicher Zeitstellung. | D-7-7330-0153 |      |
| Asbach-Bäumenheim (Standort) | Siedlung der Urnenfelder- und Hallstattzeit. | D-7-7330-0243 |      |
| Asbach-Bäumenheim (Standort) | Mittelalterliche und frühneuzeitliche Befunde im Bereich des abgebrochenen Vorgängerbaus der Katholischen Pfarrkirche Maria Immaculata in Asbach, mit aufgelassenem Friedhof. | D-7-7330-0245 |      |
| Asbach-Bäumenheim (Standort) | Mittelalterliche und frühneuzeitliche Befunde im Bereich der Katholischen Filialkirche St. Antonius in Bäumenheim.                                                            | D-7-7330-0247 |      |
| Asbach-Bäumenheim (Standort) | Siedlung der römischen Kaiserzeit. | D-7-7330-0281 |      |

### Bodendenkmäler im Ortsteil Mertingen
| Lage                 | Objekt                                       | Akten-Nr.     | Bild |
| -------------------- | -------------------------------------------- | ------------- | ---- |
| Mertingen (Standort) | Siedlung der Urnenfelder- und Hallstattzeit. | D-7-7330-0191 |      |
| Mertingen (Standort) | Straße der römischen Kaiserzeit.             | D-7-7331-0158 |      |